# Iliana Ivanova
Iliana Najdenova Ivanova (Bulgaars: Илиана Найденова Иванова) (Stara Zagora, 14 september 1975) is een Bulgaars politica en econome.

## Loopbaan
Ivanova studeerde internationale economische betrekkingen aan de Economische Universiteit in Varna. Ze rondde haar bacheloropleiding in 1998 af en ze behaalde in 1999 een mastergraad. In 2004 voltooide ze in de Verenigde Staten cum laude een masteropleiding Internationaal Management. Ze heeft hierna onder meer gewerkt als financieel controller voor Ericsson en als analist voor Bank of America.
Na de verkiezingen in juli 2009 zetelde ze tweeënhalf jaar in het Europees Parlement als fractielid van de Europese Volkspartij. Op 13 juni 2012 werd Ivanova door het Europees Parlement met ingang van 1 januari 2013 benoemd tot lid van de Europese Rekenkamer. Ze volgde hiermee Nadejda Sandolova op. In het Europees Parlement werd Ivanova vervangen door Preslav Borissov.
Op 19 september 2023 werd Ivanova formeel aangesteld als Europees commissaris voor Innovatie, Onderzoek, Cultuur, Onderwijs en Jeugd. Ze verving haar landgenote Marija Gabriel en bekleedde deze functie tot het einde van de commissie-Von der Leyen I op 1 december 2024. Op 1 januari 2025 keerde Ivanova terug als lid van de Europese Rekenkamer.